# Metacnephia jeanae
Metacnephia jeanae är en tvåvingeart som först beskrevs av Defoliart och Peterson 1960.  Metacnephia jeanae ingår i släktet Metacnephia och familjen knott. Inga underarter finns listade i Catalogue of Life.